# サノ
株式会社サノ（さの）は、秋田県秋田市卸町に本社を置く、「臨床卸部門」「研究・分析用薬品卸部門」「工業用薬品卸部門」を展開する企業。

## 沿革

### 佐野商店株式会社（廃止）
- 1886年 - 「佐野商店」創業
- 1957年10月 - 「佐野商店株式会社」設立
- 1965年6月 - 「株式会社佐野八五郎商店」に商号変更
- 1972年12月 - 「医薬品・農薬・工業薬品」の卸売部門を分社化し、「佐野薬品（株）」設立
- 1975年6月 - 「佐野薬品（株）」を存続会社として統合

### 佐野薬品株式会社
- 1972年12月 - 「（株）佐野八五郎商店」の「医薬品・農薬・工業薬品」卸売部門を分社化し、「佐野薬品株式会社」設立
- 1973年12月 - 「佐野薬品・医薬品卸部門」「小田島薬店・医薬品卸部門」（岩手県）・「桜井薬品・医薬品卸部門」（宮城県）とが合併「株式会社小田島」と商号変更
- 1975年6月 - 「佐野薬品（株）」を存続会社として「（株）佐野八五郎商店」統合
- 1980年5月 - 「臨床診断薬部門」を分離「株式会社秋田臨床」と合併、「株式会社秋田佐野純薬」設立
- 2000年1月 - 「農薬部門」を分離「小泉薬品（株）」へ営業権譲渡、「佐野薬品（株）」を存続会社として「（株）秋田佐野純薬」を統合
- 2000年1月 - 「小売部門」を分社化、「株式会社サノ・ファーマシー」設立

### 株式会社サノ
- 2011年7月 -  社名を「株式会社サノ」に変更

## 関連会社の沿革
株式会社サノ・ファーマシー
- 2000年1月 - 「佐野薬品（株）」小売部門を分社化、「株式会社サノ・ファーマシー」設立
- 2003年1月 - 「一般用医薬品部門」を分社化、「（株）サノ・コーポレーション」設立

株式会社秋田佐野純薬（廃止）
- 1980年5月 - 「佐野薬品（株）」の「臨床診断薬部門」を分離「株式会社秋田臨床」と合併「株式会社秋田佐野純薬」設立
- 2000年1月 - 「佐野薬品（株）」を存続会社として統合

## 関連会社
株式会社 サノ・ファーマシー
- 秋田県秋田市保戸野通町3-31
- 代表取締役社長：佐野元彦
- 資本金：5,000万円